# Allgemeine Zeitung (Mainz)
Die Allgemeine Zeitung ist eine regionale Tageszeitung, die in der rheinland-pfälzischen Landeshauptstadt Mainz und deren Umgebung erscheint. Sie wird herausgegeben von der VRM GmbH & Co. KG mit Sitz in Mainz. Die verkaufte Auflage beträgt 32.601 Exemplare, ein Minus von 48,3 Prozent seit 1998.

## Geschichte
Der Grundstein für die Allgemeine Zeitung wurde 1850 mit dem Täglichen Straßenanzeiger gelegt. Drei Jahre blieb er ein Anzeigenblatt, bis sich 1854 langsam ein redaktionelles Konzept mit einem politischen, wirtschaftlichen, feuilletonistischen und lokalen Teil entwickelte. Auch der ursprüngliche Name wurde in „Mainzer Anzeiger“ umbenannt. Nach Ende des Ersten Weltkriegs 1918 gewann der Anzeiger an Bedeutung und etablierte sich im besetzten Deutschland als Tageszeitung. Zudem entwickelte er sich zur meistgelesenen Zeitung im Volksstaat Hessen, unterer Maingau sowie Rheingau. Als große Teile der Mainzer Innenstadt am 27. Februar 1945 durch Bombenangriffe zerstört wurden, blieb auch vom Verlagsgebäude an der Großen Bleiche wenig übrig. Der Mainzer Anzeiger erschien am 19. März 1945 zum letzten Mal. Zeitweise diente er vorher als Parteiorgan der NSDAP und hatte nur noch wenig mit der 1850 gegründeten Traditionszeitung gemein. Mit viel Tatendrang und Motivation gründeten im Herbst 1945 ehemalige Verlagsmitarbeiter den Neuen Mainzer Anzeiger, u. a. konnte Erich Dombrowski als Redakteur für die Neugründung der Tageszeitung gewonnen werden. Im Mai 1947 wurde der Zeitungstitel nochmals in Allgemeine Zeitung geändert, der bis heute geblieben ist. Im gleichen Jahr wurde eine Kooperation mit der Wormser Zeitung geschlossen. Einige Redakteure sind Mitgründer der erstmals 1949 erschienenen Frankfurter Allgemeinen Zeitung.

## Wettbewerb
Vom 14. Oktober 1987 bis zum 31. Dezember 2013 gab es mit der Mainzer Rhein-Zeitung einen Mitbewerber auf dem regionalen Zeitungsmarkt in Mainz und Umland. Die Stadt ist nunmehr  wieder Einzeitungskreis.